# Rosina (Ort)
Rosina (ungarisch Harmatos – bis 1907 Roszina) ist ein Ort und eine Gemeinde im Okres Žilina des Žilinský kraj im Norden der Slowakei. Die Zahl der Einwohner betrug am 31. Dezember 2009 3011 Personen.

## Geographie
Die Gemeinde liegt in der Žilinská kotlina („Silleiner Kessel“) in einem Tal des Baches Rosinka. Das Ortszentrum, das auf der Höhen von 408 m n.m. liegt, ist sieben Kilometer von Žilina entfernt.

## Geschichte
Der Ort wird zum ersten Mal 1341 schriftlich erwähnt und gehörte bis 1848 zum Herrschaftsgut der Burg Strečno.
1979–1990 war Rosina, wie auch die Nachbargemeinde Višnové ein Stadtteil von Žilina. In der Vergangenheit beschäftigten sich die Einwohner mit Land- und Forstwirtschaft, heute arbeitet ein Teil in Fabriken in Žilina.

## Bevölkerung
| Jahr                | 1994 | 2004    | 2014    | 2024    |
| ------------------- | ---- | ------- | ------- | ------- |
| Anzahl der Personen | 2617 | 2854    | 3116    | 3374    |
| Unterschied         |      | +9,05 % | +9,18 % | +8,27 % |

| Jahr                | 2023 | 2024    |
| ------------------- | ---- | ------- |
| Anzahl der Personen | 3382 | 3374    |
| Unterschied         |      | −0,23 % |